# 出川哲朗のアイ・アム・スタディー
『出川哲朗のアイ・アム・スタディー』（でがわてつろうのアイアムスタディー）は、2017年10月29日から日本テレビで放送されていた教養バラエティ番組である。

## 概要
番組MCの出川哲朗が、各回の「スタディーテーマ」を講師たちから教わりながら「スタディー」していく模様を放送する。スタディーテーマは話題の時事ネタ、理解しておきたい新常識、知っているようでいても意味を尋ねられると返答に窮してしまうようなトピックスなどで、講師は「日本有数のエキスパート」とされる者たちが務める。
番組は3回特別番組として放送された後、2018年7月21日（20日深夜）から同年9月29日 (28日深夜）まで『プラチナプラス』枠でレギュラー放送された。レギュラー放送の終了後に再び特別番組として放送された。

## 出演者

### MC
- 出川哲朗

### 進行
- 桝太一（日本テレビアナウンサー） - 第2回
- 羽鳥慎一（フリーアナウンサー）- 第3・4回、レギュラー版

## 放送リスト

### 特別番組
| 回数 | 放送日・曜日           | 放送時間      | ゲスト | 講師                                                                         | 講義内容 | 備考                                           |
| ---- | ---------------------- | ------------- | --- | ---------------------------------------------------------------------------- | --- | ---------------------------------------------- |
| 1    | 2017年10月29日（日曜） | 16:00 - 17:00 | 鈴木奈々、鈴木拓（ドランクドラゴン） | 田原総一朗､中村竜太郎、岡朋治、小林暁子                                      | カフェラテ、エスプレッソ、iPS細胞、ヒアリ、週刊文春、Wi-Fi、ブラックホール、胆管炎                                       | 『サンバリュ』枠で放送                         |
| 2    | 2017年12月7日（木曜）  | 19:00 - 20:54 | スタジオゲスト：小峠英二（バイきんぐ）、小宮浩信（三四郎）、鈴木奈々、高橋茂雄（サバンナ）、中岡創一（ロッチ）、西村瑞樹（バイきんぐ）、山本博（ロバート）、吉村崇（平成ノブシコブシ）レクチャーゲスト：佐藤隆太、本田翼、滝沢カレン、みやぞん（ANZEN漫才） | 石破茂、清水群、尾形哲也、阿保義久、井上智洋                                 | Twitter、インスタ映え、清宮幸太郎、スターウォーズ、第四次産業革命、ビットコイン、ヘルニア、レゴランド、AI、Jアラート、VR | ゴールデンタイムに日本テレビ系全国ネットで放送 |
| 3    | 2018年4月17日（火曜）  | 19:00 - 20:54 | 定岡ゆう歩、滝沢カレン、渚（尼神インター）、平沼ファナ、丸山桂里奈、みやぞん（ANZEN漫才） | 小池百合子、橋下徹、原晋、デヴィ夫人、齋藤孝、河野玄斗、左巻健男             | 働き方改革、大人の語彙力、終活、東京の秘密、マラソンが速くなる裏技                                                       | ゴールデンタイムに日本テレビ系全国ネットで放送 |
| 4    | 2018年10月4日（木曜）  | 19:00 - 20:54 | 滝沢カレン、平野紫耀（King & Prince）、丸山桂里奈、渚（尼神インター）、藤田ニコル、定岡ゆう歩、西野未姫、IKKO | 古市憲寿、蛭子能収、貴闘力、木原実、そらジロー、柴田英嗣（アンタッチャブル） | 新聞記事 総面積ランキングBEST50                                                                                          | ゴールデンタイムに日本テレビ系全国ネットで放送 |

### レギュラー版
| 回数 | 放送日        | ゲスト                                                                            | 講師                                                                                        | 講義内容                                       | 備考                                  |
| ---- | ------------- | --------------------------------------------------------------------------------- | ------------------------------------------------------------------------------------------- | ---------------------------------------------- | ------------------------------------- |
| 1    | 2018年7月21日 | 滝沢カレン、渚（尼神インター）、平野紫耀（King & Prince）、丸山桂里奈、定岡ゆう歩 | モーリー・ロバートソン、橘川丈仁郎（JTBサンライズツアー）、大森峻太（ジェイノベーションズ） | 日本にやってくる外国人のおもしろ生態           |                                       |
| 2    | 2018年7月28日 | 滝沢カレン、渚（尼神インター）、平野紫耀（King & Prince）、丸山桂里奈             |                                                                                             | 事故物件                                       | 通常より25分遅れの放送（0:55 - 1:24） |
| 3    | 2018年8月4日  | 滝沢カレン、渚（尼神インター）、平野紫耀（King & Prince）、丸山桂里奈、定岡ゆう歩 |                                                                                             | 中国人                                         | 通常より30分遅れの放送（1:00 - 1:29） |
| 4    | 2018年8月11日 | 滝沢カレン、渚（尼神インター）、丸山桂里奈、定岡ゆう歩、谷岸玲那                  |                                                                                             | 北朝鮮、猛暑、本田圭佑                         | 通常より35分遅れの放送（1:05 - 1:34） |
| 5    | 2018年8月18日 | 滝沢カレン、渚（尼神インター）、丸山桂里奈、谷岸玲那                              | 鈴木奈々                                                                                    | 最新の犯罪＆防犯対策                           |                                       |
| 6    | 2018年9月1日  | 滝沢カレン、渚（尼神インター）、丸山桂里奈、谷岸玲那                              |                                                                                             | 芸能人からの疑問、視聴者からの疑問スペシャル！ |                                       |
| 7    | 2018年9月8日  | 丸山桂里奈、飯塚悟志（東京03）                                                    |                                                                                             | 社会科見学スペシャル！                         |                                       |
| 8    | 2018年9月15日 | 平野紫耀（King & Prince）、丸山桂里奈、滝沢カレン、西野未姫                       |                                                                                             | 怪しい広告＆人体の秘密スペシャル！             | 通常より30分遅れの放送（1:00 - 1:29） |
| 9    | 2018年9月22日 | 平野紫耀（King & Prince）、丸山桂里奈、滝沢カレン、西野未姫                       |                                                                                             | 最新結婚事情SP                                 |                                       |
| 10   | 2018年9月29日 | 平野紫耀（King & Prince）、丸山桂里奈、滝沢カレン、西野未姫                       |                                                                                             | いろいろな疑問SP                               |                                       |

## スタッフ
- 企画・演出：石﨑史郎
- 構成：桜井慎一（第2回から）、木南広明（第1回と第3回以降）
- ナレーター：若本規夫、窪田等（第4回）、杉上佐智枝（日本テレビアナウンサー。第4回）
- TM：山本聡一
- SW：津野祐一
- カメラ（第2回から）：井出善彦
- MIX（第4回）：藤岡絵里子
- VE（第3, 4回）：鈴木昭博（第3, 4回）
- 照明（第4回）：鈴木道隆（第4回）
- 美術プロデューサー：稲本浩
- デザイン：栗原純二
- 協力：日テレアート
- 大道具：日野信之
- 電飾：黒沢裕之
- CGタイトル：古川滋彦
- メイク：奥松かつら（レギュラー版と第4回）
- 編集：土井敬士（第2回から）
- MA：松岡洋一（第3回から）
- 音効：保苅智子（サウンドエッグノッグ）、鶴巻香奈（第2回から）
- ロケ技術：磯野伸吾、福浦俊輔（共に第4回）
- 技術協力：NiTRO、BeZERO（第3回とレギュラー版ではロケ技術）
- 編集協力：オムニバス・ジャパン
- 海外コーディネーション（第4回）：MEDIX KOREA Co.,Ltd FEEA（第4回）
- TK：山沢啓子
- 制作デスク：小林祐子
- リサーチ：高森雄幸（第4回）
- アシスタントディレクター：星野夏子（第2回から）、長谷川美咲（レギュラー版。名前は「未咲」とも表記）、志良堂ひかる（レギュラー版）、田中美奈（第4回）、加藤里桜（第4回）、石橋迪与（第4回）、竹馬勇喜（第4回）
- 制作進行（第3回から）：森美紀子（レギュラー版と第4回）
- AP：小暮美帆（レギュラー版と第4回）、森川千理
- ディレクター：内出有布（第2回から）、清水克洋（レギュラー版と第4回）、樋口明日香（第2回から）、長谷川美典、児山昌平、立野明史（第3, 4回）
- チーフディレクター：立澤哲也、佐藤稔久（レギュラー版と第4回）、猪股由太郎（第2回から）
- プロデューサー：笹部智大、岩田真奈美（第2回から）、中附智貴
- 監修：古立善之
- チーフプロデューサー：道坂忠久
- 制作協力：極東電視台、Sp!ce Factory（第2回から）
- 製作著作：日本テレビ

### 過去のスタッフ
- ナレーター：滝菜月（日本テレビアナウンサー。第3回まで）、真地勇志（第3回）、郡司恭子（日本テレビアナウンサー。レギュラー版）
- 音声：中野裕介（第3回まで）、寺田恭子（レギュラー版）
- メイク：有村美咲（第1回）、山田真歩（第2, 3回）
- 編集：筒井公太（レギュラー版）、阪野秀行（第1, 2回とレギュラー版）
- MA：井上智代（第1回）、番匠康雄（第2回）
- ロケ技術（第3回から）：極東電視台
- リサーチ：久冨雅明（第2, 3回）、フォーミュレーション（第1回とレギュラー版）
- アシスタントディレクター：円城寺健一（第1回）、北野裕馬（第3回まで）、田口純平（第2回）、鶴田彩奈恵、田島明日香、柴田篤寛、松本奈々（第3回）、堀内春菜（レギュラー版)
- 制作進行（第3回から）：稲生有香（第2回ではADで、名字が「稲尾」と表記）
- ディレクター：大矢啓太（第1回）、武冨博志、白川雅泰（第2回）
- プロデューサー：佐藤里絵（第2, 3回）、林田枝利奈（第3回）